# 770
Cette page concerne l'année 770  du calendrier julien. Pour l'année 770 av. J.-C., voir 770 av. J.-C.
L'année 770 est une année commune qui commence un lundi.

## Événements
- Été : entrevue de Bertrade avec son fils Carloman à Seltz, en Alsace. Avec son accord, elle se rend en Italie sous le prétexte d’un pèlerinage à Rome. Pour rapprocher les deux frères dans leur politique italienne, elle propose et obtient l’union de Charles avec Désirée (nom controversé), la fille de Didier, roi des Lombards. Or Charlemagne vit avec Himiltrude, qui lui a donné une fille et un fils, Pépin le Bossu, né vers 770. Le pape Étienne III, furieux par le projet d’alliance entre Lombards et Francs, condamne l’union. Charles passe outre et épouse l’ingrate Désirée[1].
- 23 octobre[2] : début du règne de Kōnin, empereur du Japon (fin en 781).
  - Pouvoir excessif du moine Dōkyō au Japon. Il demande qu’on lui accorde le titre de « prince de la Loi bouddhique », ce qui lui permettrait d’intervenir encore davantage dans le recrutement des hauts fonctionnaires dont le pouvoir demeurait en principe laïc. Les aristocrates, dirigés par le clan Fujiwara, prennent la tête de la contestation anticléricale. Le 28 août, la mort de l’impératrice Shōtoku, protectrice du moine, entraîne sa chute. Le nouvel empereur Kōnin ordonne son bannissement dans la province de Shimotsuke (préfecture de Tochigi)[3]. Il meurt en 772. Les ministres profitent des circonstances pour décréter les femmes inaptes à régner.
- 25 décembre : Charlemagne épouse Désirée de Lombardie[4].

- Début du règne de Dharmapala, second roi de la dynastie Pala, au Bengale et au Magadha (fin en 810)[5].
- Soulèvement des esclaves du royaume des Asturies ; leurs troupes sont battues, sans doute en Galice par le roi Aurelio qui rétablit les maîtres dans tous leurs pouvoirs[6].

## Naissances en 770
- Eginhard, homme politique et chroniqueur franc[7].
- Michel II psellos, empereur byzantin de 820 à 829.

## Décès en 770
- 28 août : Shōtoku (称徳天皇), impératrice du Japon[8].
- Décembre[9] : Du Fu, poète chinois (né en 712).